# Centrodera
Centrodera is een kevergeslacht uit de familie van de boktorren (Cerambycidae). De wetenschappelijke naam van het geslacht werd voor het eerst geldig gepubliceerd in 1850 door LeConte.

## Soorten
Centrodera omvat de volgende soorten:
- Centrodera autumnata Leech, 1963
- Centrodera dayi Leech, 1963
- Centrodera decolorata (Harris, 1838)
- Centrodera minima Linsley & Chemsak, 1972
- Centrodera nevadica LeConte, 1873
- Centrodera oculata Casey, 1913
- Centrodera osburni Knull, 1947
- Centrodera quadrimaculata (Champlain & Knull, 1922)
- Centrodera spurca (LeConte, 1857)
- Centrodera sublineata LeConte, 1862
- Centrodera tenera Casey, 1913